# Макао (фільм)
«Макао» — фільм режисера Джозефа фон Штернберга. Прем'єра картини в світі — 30 квітня 1952 року.

## Сюжет
Троє невідомих прибувають в порт Макао: Нік Кокрейн (Роберт Мітчем), цинічний, але чесний колишній військовослужбовець, Джулі Бенсон (Джейн Расселл), настільки ж цинічна, спекотна співачка нічного клубу і Лоренс Трамбл (Вільям Бендікс), комівояжер, який займається продажем шовкових панчіх і контрабандою.
Корумповані лейтенант поліції Себастьян (Томас Гомес) повідомляє власника казино і підпільних ігор боса мафії Вінсента Геллорана (Бред Декстер) про новоприбулих. Геллоран раніше був попереджений про таємних агентів поліції Нью-Йорка, які постараються заманити його в міжнародні води, де він може бути заарештований. З трьох невідомих підозри мафіозі падають на Ніка. Він намагається підкупити спантеличеного героя Мітчема, щоб той залишив Макао, але Нік зацікавлена в тому, щоб залишитися. Джулі ж Геллоран наймає в якості співачки і намагається домогтися від неї правди про Кокрейна.
Пізніше Трамбл пропонує Ніку комісію, щоб той допоміг йому продати вкрадене діамантове кольє. Однак, коли Нік показує Геллорану алмаз з намиста, той визнає його справжність і вирішує перепродати в Гонконзі. Ніка Геллоран бере в полон і вирішує допитати.
Нік охороняється двома головорізами і ревнивою подругою Геллорана Марджі (Глорія Грем). Стурбована тим, що Вінсент планує проміняти її на Джулі, Марджі дозволяє Ніку втекти від охоронців. Під час нічної погоні Трамбл намагається врятувати Ніка і гине,так як його приймають за Кокрейна. Перед смертю він говорить Ніку про поліцейської човні, очікує біля берега.Коли Нік намагається умовити Джулі піти з ним, він дізнається, що Геллоран запросив її на поїздку в Гонконг (для отримання його майна). Нік вбиває поплічника Геллорана Іцумі (Філіп Ан). Він викрадає човен і залишає Макао.